# RIT-Fahrausweis
Ein RIT-Fahrausweis (Rail Inclusive Tours) ist ein Fahrschein, der an jedermann im Rahmen eines Pauschalarrangements im internationalen Verkehr für die Hin- und Rückfahrt sowie für Rundfahrten ausgegeben wird, wobei mindestens eine Übernachtung bzw. eine andere touristische Leistung (z. B. Mietvertrag für einen Leihwagen in Verbindung mit Flugtickets) vorgesehen ist. Die Benutzung der Bahn in nur einer Richtung ist lediglich bei kombinierten Reisen mit anderen Verkehrsträgern zulässig bzw. wenn die Rückreise ab einem anderen Bahnhof als dem Zielbahnhof der Hinfahrt gemacht wird. Anbieter für RIT-Fahrkarten sind DB, ÖBB, SBB, hauptsächlich TEE-Allianz.

## Rail Inclusive Tours

### Ausgabe der Fahrausweise
RIT-Fahrausweis werden nur von Fahrkartenschalter der Reisebüros mit gültiger RIT-Ermächtigung ausgegeben.

### Fahrausweis, Klasse
Die RIT-Fahrpreise werden auf Grund der von den beteiligten Bahnen bekanntgegebenen Konditionen und unter Beachtung der internationalen RIT-Bestimmungen ermittelt, der Fahrpreis ist auf den Fahrausweisen jedoch nicht ausgewiesen. Fahrausweise werden für die 1. oder 2. Klasse ausgegeben.

### Geltungsdauer, Fahrtunterbrechung
Die Geltungsdauer der Fahrausweise beträgt grundsätzlich ein Monat.
Fahrtunterbrechung ist innerhalb der Geltungsdauer gestattet.

### Zuschläge
Die Platzreservierungsgebühren und die Zuschläge für Bett- und Liegeplätze sind in jedem Fall voll zu bezahlen.

## DB-RIT-Reise
Die RIT-Reise (Rail Inclusive Tour) ist eine Pauschalreise von Reiseveranstaltern nach EVO § 7 mit dem Ziel, den touristischen Reiseverkehr von Einzelpersonen oder gemeinsam reisenden Personen mit der Bahn zu fördern.
Sie enthält neben der Bahnfahrt ein touristisches Pauschalarrangement, das mindestens eine Hauptreiseleistung im Sinne des Reisevertragsrechts § 651a BGB enthalten muss.

### Vorteile für den Reiseveranstalter
- Erhöhte Attraktivität der Veranstalterprodukte durch ein Komplettangebot mit An- und Abreise der DB
- umweltschonend, da CO 2-frei in den Zügen des Fernverkehrs
- RIT-Fahrkarten werden ohne Preisaufdruck erstellt
- Freie Wahl der Reisetage – keine Bindung an bestimmte Wochentage und Uhrzeiten
- Gültigkeit der RIT-Fahrkarte in allen Zügen der Deutschen Bahn: Intercity-Express (ICE), ICE Sprinter, Intercity/Eurocity (IC/EC), Interregio-Express (IRE), Regional-Express (RE), Regionalbahn (RB), S-Bahn, IC Bus, ausgewählte Nichtbundeseigene Bahnen (NE-Bahnen)[2][8]

### Vorteile für den Reisenden
(Quelle: DB)
- Preislich attraktives Angebot
- Individuelle An- und Abreise der Kunden durch freie Zugwahl (keine Zugbindung) und freie Wahl der Reisetage
- Der Kunde erhält seine Fahrkarte direkt von dem Reiseveranstalter mit seinen Reiseunterlagen. Weitere Wege zum Erwerb der Bahnfahrkarte sind damit nicht erforderlich.
- familienfreundlich
- komfortabel: ohne Stau und Stress anreisen

## TEE-Allianz
Die TEE Rail Alliance (TEE) ist eine Kooperation der Bahngesellschaften Deutsche Bahn AG, Österreichische Bundesbahnen und Schweizerische Bundesbahnen.

### TEE-Allianz-Kerntarif
- Zusammenschluss von ÖBB – DB – SBB
- einheitliches 2-stufiges Preissystem: TEE-Normalpreis und TEE-Spar Schiene Preis
- gegenseitige Anerkennung der Ermäßigungsausweise
- Familienregelung (Fam. Kinder bis 14,99 Jahre gratis)

### Teilweiser Anschluss an die TEE-Allianz
- Belgien
- Niederlande
- Luxemburg
- Dänemark